# マキイフカ市電
マキイフカ市電（ウクライナ語: Макіївський трамвай、ロシア語: Макеевский трамвай）は、かつてウクライナの都市・マキイフカに存在した路面電車。ソビエト連邦時代の1924年に開通したが、2006年7月に廃止された。

## 概要・歴史
マキイフカ市電はドンバス地方における最初の路面電車として1924年に開通した歴史を持つ。最初の路線はマキイフカ近郊の炭鉱を結ぶ労働者の輸送手段の役割を担う路線であり、マキイフカ市内の路線は1928年に開通した。
第二次世界大戦（大祖国戦争）直前には4系統が存在し、ナチス・ドイツによる占領から解放された後は荒廃したこれらの路線の復旧や線形の改良がおこなわれた。その後は再度新規路線の開通が進んだ一方、それに合わせた系統の再編も頻繁に実施された。1965年時点の営業キロは51.2 km、6系統で運行され、車両数は114両を記録した。それ以降も1970年代初頭まで路線網の延伸は続いたが、1969年以降トロリーバス（マキイフカ・トロリーバス）の路線網の整備が優先的に行われるようになり、路面電車は一部区間の廃止が実施された。それでも大半の区間は整備が続き、ソビエト連邦の崩壊直後は営業キロ63 km、6系統という大規模な路線網を有していた。
だが、経済の混乱やモータリーゼーションの進展により運営事業者の債務の増加や車両の老朽化、行政からの補助金の欠如、従業員の賃金の低下・未払いを起因としたストライキなど数多くの問題を抱える事となり、線路や架線など設備の盗難も相次ぐようになった。これらの要因が重なり、2000年代以降マキイフカ市電は路線網の廃止が進み、2006年時点で運行していた系統は2つ（1・6号線）のみに縮小し、これらの路線についても同年7月3日をもって運行を停止した。その後線路や架線の撤去が行われ、マキイフカ市内から路面電車は完全に姿を消した。最後まで使用されていた車両は、1975年から1991年まで導入が行われたKTM-5であった。

## 参考資料
- Іван РУДАКЕВИЧ; Анджей СОЧУВКА (2019). “Геопросторові тенденції розвитку трамвайного транспорту в Україні”. Географія (Тернопільського національного педагогічного університету імені Володимира Гнатюка) 2 (47):  75-83. doi:10.25128/2519-4577.19.3.9.